# Sansa (film, 1970)
Pour les articles homonymes, voir Sansa (homonymie).
Sansa est un film français réalisé par Philippe Haudiquet et sorti en 1970.

## Synopsis
Peu avant la dernière guerre, le village montagnard de Sansa, situé à 1400 mètres d'altitude, comptait 150 habitants. À l'aube des années 1970, on en recense plus seulement 9. 
Le documentaire s'interroge à propos de l'effet de l'exode rural sur la vie (et peut-être la mort) de ce village.

## Fiche technique
- Titre : Sansa
- Réalisation : Philippe Haudiquet
- Scénario : Philippe Haudiquet
- Directrice de production : Marie-José Corajoud
- Assistant-réalisateur : Gérard Zimmermann
- Photographie : Jean-Paul Girault
- Son : Alain Lachassagne
- Montage : Wanda Maciejewska
- Production : Philippe Haudiquet pour Citevox
- Pays de production :  France
- Durée : 39 minutes
- Tournage : à Sansa, dans les Pyrénées-Orientales
- Date de sortie : 1970

## Distribution
- Stanislas Maciejewski : narration
- Les habitants de Sansa